# The Constant Gardener
Pour les articles homonymes, voir Gardener.
Pour plus de détails, voir Fiche technique et Distribution.
The Constant Gardener, ou La Constance du jardinier en Belgique et au Canada francophone, est un film britannique réalisé par Fernando Meirelles, sorti en 2005. Il est adapté du best-seller éponyme de John le Carré, traduit en français sous le nom La Constance du jardinier, publié à la fin de l'année 2000.

## Synopsis
Le diplomate britannique Justin Quayle vit au Kenya avec sa femme Tessa, militante altermondialiste. Celle-ci est en relation avec Hippo, une ONG allemande spécialisée dans la pharmacovigilance et enquêtant sur les pratiques de l'industrie pharmaceutique, et elle prépare pour Hippo un rapport sur KDH et ThreeBees, deux entreprises impliquées dans la lutte contre le sida au Kenya.
Un jour, Tessa est retrouvée assassinée dans la brousse avec son collègue Arnold, un humanitaire belge de l'ONG Médecins de la Terre. Secoué par les rumeurs sur l'infidélité de sa femme, Justin est poussé à découvrir les circonstances réelles entourant cet assassinat.

## Fiche technique
- Titre : The Constant Gardener
- Titre francophone : La Constance du jardinier (Belgique et Canada francophones)
- Réalisation : Fernando Meirelles
- Scénario : Jeffrey Caine (en), d'après le roman homonyme de John le Carré
- Production : Simon Channing-Williams
- Budget : 15 millions de £
- Musique : Alberto Iglesias
- Photographie : César Charlone
- Montage : Claire Simpson
- Décors : Mark Tildesley
- Pays de production : Royaume-Uni
- Langue : anglais
- Format : Couleurs - 1,85:1 - DTS / Dolby Digital - 35 mm
- Genre : Thriller
- Durée : 129 minutes
- Dates de sortie :
  - États-Unis : 31 août 2005
  - Royaume-Uni : 11 novembre 2005
  - Belgique : 21 décembre 2005
  - France  Suisse 28 décembre 2005

## Distribution
- Ralph Fiennes (VF : Bernard Gabay, VQ : Daniel Picard) : Justin Quayle
- Rachel Weisz (VF : Anne Dolan, VQ : Camille Cyr-Desmarais) : Tessa Quayle
- Hubert Koundé (VF : lui-même, VQ : Patrice Dubois) : Dr. Arnold Bluhm
- Danny Huston (VF : Hervé Furic, VQ : Jacques Lavallée) : Sandy Woodrow
- Bill Nighy (VF : Georges Claisse, VQ : René Gagnon) : Sir Bernard Pellegrin
- Gerard McSorley (VF : Patrick Floersheim, VQ : Vincent Davy) : Sir Kenneth « Kenny » Curtiss
- Pete Postlethwaite (VF : Peter Wollasch, VQ : Hubert Gagnon) : Dr. Lorbeer / Dr. Brandt, le créateur du Dypraxa
- Richard McCabe (VF : Guillaume Lebon, VQ : François Trudel) : Arthur « Ham » Hammond
- Donald Sumpter (VQ : Luis de Cespedes) : Tim Donohue
- Sidede Onyulo : Jonah Andika
- Daniele Harford : Miriam
- Packson Ngugi : l'officier à la morgue
- Damaris Itenyo Agweyu : la femme de Jomo
- Bernard Otieno Oduor : Jomo
- Keith Pearson : Porter Coleridge
- John Sibi-Okumu : Dr. Joshua Ngaba
- Archie Panjabi : Ghita Pearson
- Nick Reding : Crick
- Juliet Aubrey : Gloria Woodrow, la femme de Sandy
- Jacqueline Maribe : Wanza Kiluhu
- Donald Apiyo : Kioko Kilulu
- Samuel Otage : Mustafa
- Anneke Kim Sarnau (VQ : Pascale Montreuil) : Birgit
- Mumbi Kaigwa : Grace Makanga
- Rupert Simonian : Guido Hammond, le fils d'Arthur

## Autour du film
- L'histoire aurait pour origine des faits réels : des essais pharmaceutiques illégaux au Nigeria ayant entraîné le décès de plusieurs personnes (voir Trovafloxacine).
- Le tournage s'est déroulé à Berlin (Allemagne), Londres (Royaume-Uni), Winnipeg (Canada) et Nairobi (Kenya).
- Mike Newell devait au départ diriger le film, mais il quitta le projet après s'être vu proposer Harry Potter et la Coupe de feu.
- Rachel Weisz était enceinte de sept mois de son fils Henry, fruit de son union avec Darren Aronofsky, lors du tournage des scènes où elle apparaît enceinte.
- Le réalisateur fit pression sur la production pour que le tournage puisse se dérouler au Kenya plutôt qu'en Afrique du Sud, principale industrie cinématographique d'Afrique.
- Dans le film, Marcus Lorbeer porte une casquette avec un signe égal (=) jaune au milieu d'un carré bleu. Il s'agit du logo d'Human Rights Campaign (HRC), une des plus importantes organisations américaines pour la défense des droits des personnes LGBT
- Pendant le tournage, l'équipe du film a décidé de créer The Constant Gardener Trust, association qui a pour but d'aider la population locale qui a grandement participé au tournage du film[1]. Les présidents du Trust sont le producteur Simon Chinning Williams et John le Carré, auteur du livre, ainsi que Ralph Fiennes et Rachel Weisz, les acteurs principaux.
- L'actrice et réalisatrice kényane Lupita Nyong'o est assistante de production du film, sept ans avant d'interpréter son premier rôle au cinéma dans Twelve Years a Slave qui l'a révélée comme actrice au monde entier et pour lequel elle a remporté l'Oscar de la meilleure actrice dans un second rôle.

## Distinctions

### Récompenses
- British Independent Film Awards 2005 :
  - Meilleur film indépendant britannique
  - Meilleur acteur pour Ralph Fiennes
  - Meilleure actrice pour Rachel Weisz
- London Film Critics Circle Awards 2005
  - Meilleur acteur pour Ralph Fiennes
  - Meilleure actrice britannique pour Rachel Weisz
  - Meilleur producteur britannique pour Simon Channing-Williams
  - Meilleur montage Claire Simpson
- San Diego Film Critics Society Awards 2005 : meilleure actrice dans un second rôle pour Rachel Weisz
- Screen Actors Guild Awards 2005 : meilleure actrice dans un second rôle pour Rachel Weisz
- St. Louis Gateway Film Critics Association Awards 2005 : meilleure actrice dans un second rôle pour Rachel Weisz
- British Academy Film Awards 2006 : meilleur montage pour Claire Simpson
- Golden Globes 2006 : meilleure actrice dans un second rôle pour Rachel Weisz
- Oscars 2006 : meilleure actrice dans un second rôle pour Rachel Weisz

### Nominations et sélections
- Mostra de Venise 2005 : sélection officielle
- European Film Awards 2005 : meilleur réalisateur Fernando Meirelles
- London Film Critics Circle Awards 2005 : meilleur réalisateur pour Fernando Meirelles
- Chicago Film Critics Association Awards 2005 : meilleure actrice dans un second rôle pour Rachel Weisz
- Writers Guild of America Awards 2005 : meilleur scénario adapté pour Jeffrey Caine (en)
- Online Film Critics Society Awards 2005 : meilleur montage pour Claire Simpson
- American Cinema Editors Awards 2005 : meilleur montage pour Claire Simpson
- British Academy Film Awards 2006 :
  - Meilleur film
  - Meilleur film britannique
  - Meilleur réalisateur pour Fernando Meirelles
  - Meilleur acteur pour Ralph Fiennes
  - Meilleure actrice pour Rachel Weisz
  - Meilleur scénario adapté pour Jeffrey Caine
  - Meilleure photographie pour César Charlone
  - Meilleur son pour Stuart Wilson et Joakim Sundström
  - Meilleure musique de film pour Alberto Iglesias
- Golden Globes 2006 : 
  - meilleur film dramatique
  - Meilleur réalisateur pour Fernando Meirelles
- Oscars 2006 : 
  - Meilleur scénario adapté pour Jeffrey Caine
  - Meilleur montage pour Claire Simpson
  - Meilleure musique de film pour Alberto Iglesias